# Hypalastoroides singularis
Hypalastoroides singularis är en stekelart som först beskrevs av Henri Saussure 1853.  Hypalastoroides singularis ingår i släktet Hypalastoroides och familjen Eumenidae. Inga underarter finns listade i Catalogue of Life.